# 141414 Bochanski
141414 Bochanski este un asteroid din centura principală de asteroizi.

## Descriere
141414 Bochanski este un asteroid din centura principală de asteroizi. A fost descoperit pe 8 ianuarie 2002 la Apache Point Observatory în cadrul programului Sloan Digital Sky Survey. Asteroidul prezintă o orbită caracterizată de o semiaxă mare de 3,19 ua, o excentricitate de 0,09 și o înclinație de 11,7° în raport cu ecliptica.